# Rhododendron carneum
Rhododendron carneum är en ljungväxtart som beskrevs av Hutchinson. Rhododendron carneum ingår i släktet rododendron, och familjen ljungväxter. Inga underarter finns listade i Catalogue of Life.

## Bildgalleri

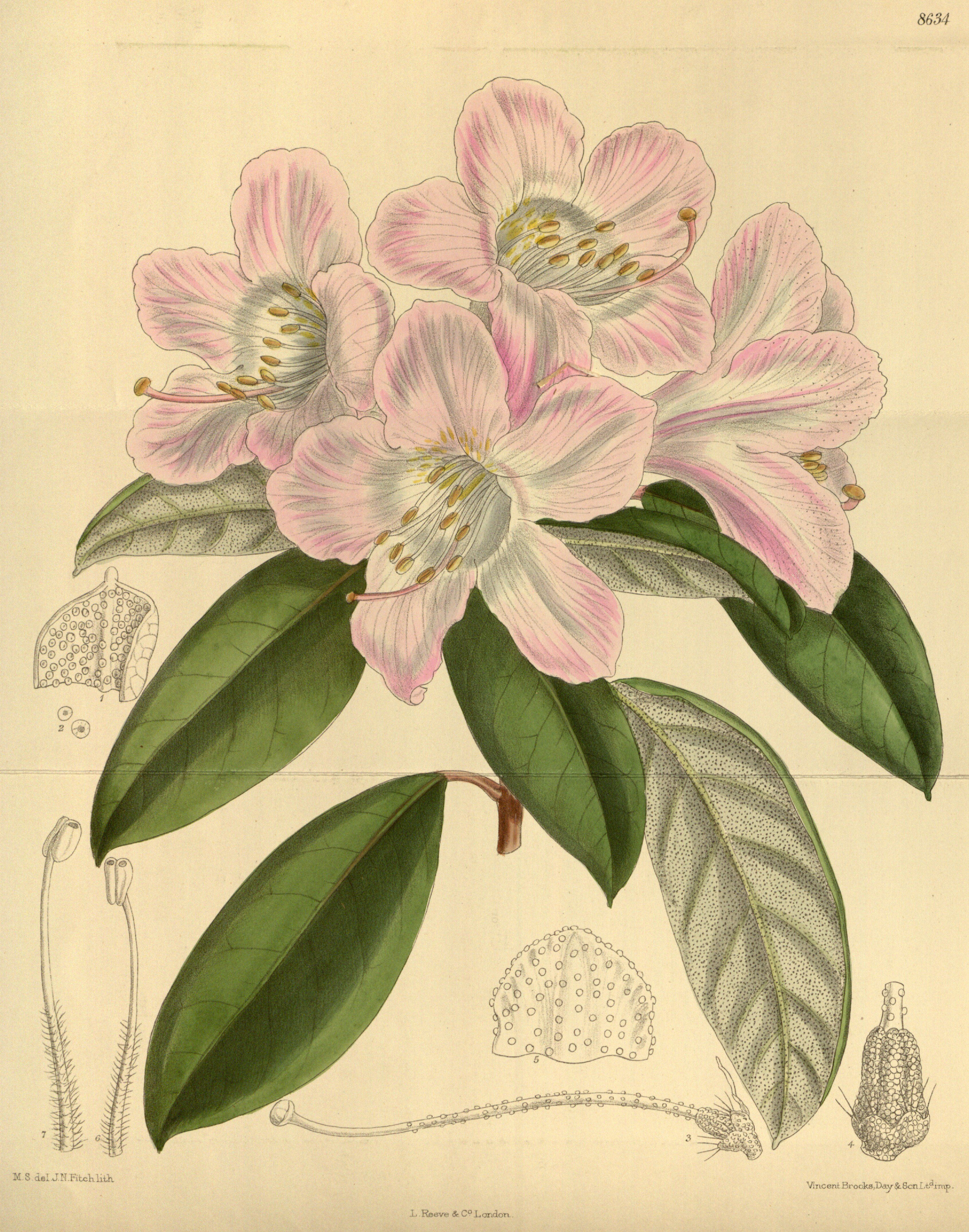